# Ромеро, Педро
Пе́дро Роме́ро Марти́нес (исп. Pedro Romero Martínez; 19 ноября 1754, Ронда — 10 февраля 1839) — прославленный испанский тореадор. Техника Педро Ромеро сильно отличалась от практикуемых в то время тореадорских приёмов и характеризовалась исключительной смелостью и спокойствием тореадора.

## Биография
Педро Ромеро Мартинес родился 19 ноября 1754 года в Ронде в семье тореадоров. Его отец Хуан Ромеро и младший брат Хосе также были известными тореадорами, а дед — Педро Франсиско Ромеро был первым, кто стал использовать мулету и эсток.
Педро Ромеро начинал свою карьеру, помогая отцу. Первая коррида Педро состоялась в 1771 году, в 1772 году он принимал участие в корридах в Альхесирасе и Севилье в качестве юниора. В 1775 году Педро достиг такого мастерства, что в Мадриде на площади Пласа-Майор соревновался с двумя лучшими тореадороми того времени — Хоакином Родригесом Костийарессом и Пепе-Ильо. В 1776 году Ромеро убил 285 быков, получив блестящую репутацию.
19 мая 1785 года в его родном городе боем с его участием была открыта новая арена. До момента завершения своей карьеры 20 октября 1799 года Ромеро убил 5558 быков и ни разу не получил ни одной раны. В 1830 году, когда ему было уже 76 лет, Ромеро был назначен королём Фердинандом VII руководителем и педагогом Школы Тавромахии в Севилье. Своего последнего быка он убил в 1831 году и посвятил его королеве Изабелле II.
Умер Педро Ромеро 10 февраля 1839 года.
Популярность Педро Ромеро настолько велика, что в его родном городе ему установлены два памятника, а в начале сентября проводится фестиваль Педро Ромеро.